# Mihály von Munkácsy
Mihály von Munkácsy (født 20. februar 1844 i Mukatjevo (Munkács), død 2. maj 1900 i Endenich sindssygeanstalt ved Bonn) var en ungarsk maler.
Tidlig forældreløs sled han sig igennem som snedkersvend; i den omrejsende ungarske kunstner Szamossy fik han sig en ikke unyttig lærer, men i øvrigt uddannede han sig under studieårene i Pest, hvor han også malede skilte, Wien (1866) og München, hvor Piloty frakendte ham alt talent, mest på egen hånd; i Düsseldorf kom hans kunst under mere akademisk røgt og skoledes af Knaus. Efter her at have malet fornøjelige genrestykker i Knaus' manér og i dennes lidet tiltalende asfalttoner (Bruden, det pudserlige Ved daggry etc.) brød han afgørende igennem med En dødsdømts sidste dag (1869, kom til Philadelphia), der senere vakte formelig sensation på Salonen i Paris. Hertil flyttede han i 1872, og her modtog han stærke indtryk af Courbets kunst. Han malede nu (i Paris 1872—96) en række "træffere", der bragte ham yderligere i ry, blev rigt gift, adledes 1878 for sit måske betydeligste værk Milton dikterer sine døtre "Det tabte paradis" (Lennoxgalleriet i New York), fik kolossale priser for sine virtuosmæssige billeder (Kristus for Pilatus: 120 000 dollar) og modtoges ved besøg i Ungarn næsten som triumfator; rastløs flittig og i stadig snspændelse for at kunne holde sig på højden af sit verdensry sled han sig op og endte sine dage på en sindssygeanstalt. Han begravedes i Ungarn på statens bekostning. 

## Galleri
| - Malerier af Mihály von Munkácsy - Selvportræt 1881. - Reggel a nyaralóban (Morgen i feriehuset), ca. 1881. - Maleren i sit atelier. |